# Ziri ibne Atia
Ziri ibne Atia (em árabe: زيري بن عطية; romaniz.: Ziri ibn Atiyya; em berbere: ⴷⵣⵉⵔⵢ ⵏ ⵄⵟⵉⴰ; romaniz.: Ziri n Ɛaṭiyya Ameɣraw) foi emir dos magrauas setentrionais do Magrebe Ocidental no século X, governando de 988/989 até 1000/1001, e um membro do clã dos Banu Cazar. Foi um celebrado membro de seu clã, conseguindo vários sucessos militares em nome do Califado de Córdova do Alandalus, cujo califa Hixame II (r. 976–1009) e seu hájibe Almançor eram reconhecidos como senhores nominais dos domínios zenetas do Magrebe Ocidental. Retomou aos magrauas substanciais territórios no Magrebe Central, então ocupados por caudilhos zíridas, mas falece quando sitiava a capital zírida de Achir.

## Vida

### Tutela omíada

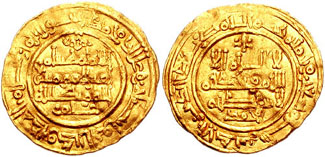
Dinar de r.

Reino Zírida ca. 1000

Ziri era filho de Atia, sobre quem nada se sabe, e neto de Abedalá ibne Cazar. Também teve dois irmãos, Mucatil e Almuiz. Aparece em 971, quando governava esse grupo de magrauas junto do irmão e do primo Maomé. Sob proteção do califa Hixame II (r. 976–1009) e seu hájibe Almançor, Ziri se converteu em rei (emir) dos zenetas ao norte do Magrebe Ocidental em 978/979 (ou 987/988 segundo G. Yver) com capital em Fez e logo se dispôs a conquistar os territórios magrebinos. Entre 984 e 986, derrotou sem ajuda de Córdova (corte de Hixame) um exército zírida enviado contra os zenetas para tomar Fez e Sijilmassa. Ele e Mucatil, considerados à época os mais fiéis aos omíadas cordoveses, receberam preferência frente aos demais caudilhos zenetas por decisão de Almançor, o que causou crise pela inquietação de outros chefes fiéis a Córdova, como Uanudine ibne Cazerune, filho do conquistador de Sijilmassa Cazerune ibne Fulful ibne Cazar, e o ifrânida Iadu ibne Iala. Almançor tratou de manter a fidelidade dos caudilhos, mas impediu que adquirissem poder em demasia, pondo em risco o domínio califal.
Com a morte do Mucatil em 988/989, Ziri sucedeu-o como emir magraua, situação que reforçou sua posição. Em 989/990, o hájibe pediu que ajudasse Abul Biar, que há pouco rebelou-se contra seu sobrinho Almançor (r. 984–996) e jurou fidelidade aos cordoveses. Ziri providenciou socorro e por algum tempo agiram juntos, inclusive derrotando Iadu ibne Iala. Em 992/993 (ou 989 segundo Xavier Ballestín Navarro), eles se desentenderam e Abul Biar voltou para Cairuão. Almançor solicitou que Atacasse Abul Biar e seu ataque foi tão intenso que Abul Biar fugiu sem resistir, lhe garantindo o controle do Magrebe (em 991 segundo Navarro). Após sua vitória, se diz que enviou a Córdova 200 cavalos de corrida, 50 camelos, 1 000 escudos, girafas, gazelas e outros animais saarianos, bem como 1 000 cargas de tâmara. Em 990/991 (ou 993 para G. Yver), Almançor chamou-o a Córdova para honrá-lo e mostrar que era o principal representante omíada no Magrebe. Ziri foi ao Alandalus (território califal) acompanhado de 300 escravos montados e outros a pé e levando vários presentes exóticos. Durante sua luxuosa recepção, foi nomeado vizir. Contudo, logo que retornou ao Magrebe, sua relação com Córdova foi abalada e ele recuperou seu título de emir.

### Lutas intestinas e conflito com Almançor

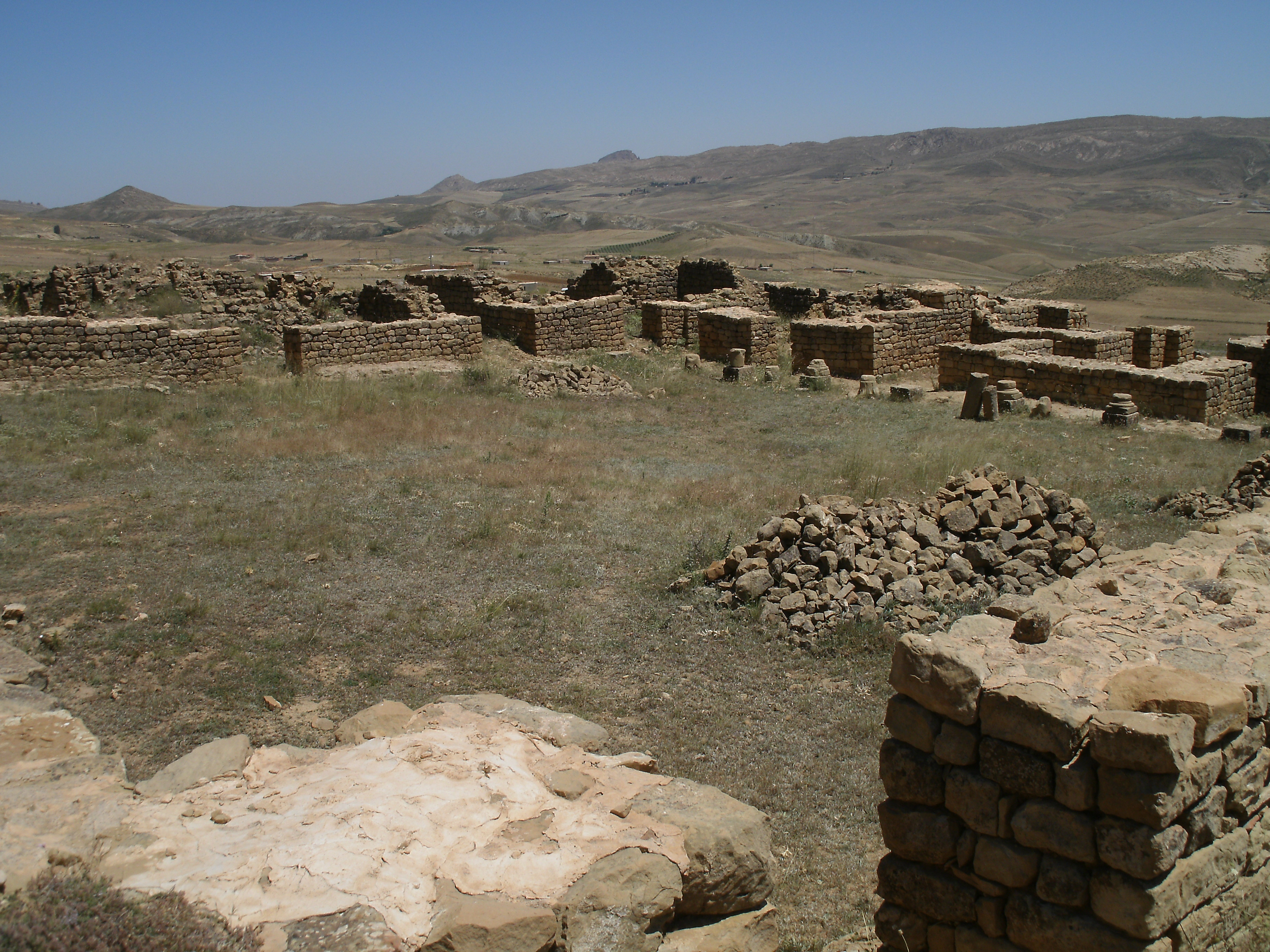
Ruínas de Achir

Durante sua ausência, os ifrenidas tomaram Fez sob Iadu ibne Iala. Após duros combates, Ziri recuperou Fez em 993 e colocou a cabeça de seu inimigo nas muralhas da cidade. A este conflito se seguiu um período de calmaria durante o qual Ziri construiu (ou reconstruiu) a cidade de Ujda, na fronteira dos atuais Marrocos e Argélia; para G. Yver, Ziri achava Fez muito afastada e remota para suas planejadas expedições ao Magrebe Central. As obras ocorreram em 994 ou 995 e assim que terminaram, Ziri se mudou com sua corte e tropas. Nesse tempo, Almançor começou a ouvir rumores de sua possível desobediência e tais suspeitas culminaram, em 997, na retirada de seu apoio e o título de Ziri, que respondeu reconhecendo apenas Hixame. Almançor lançou uma campanha ao Magrebe Ocidental e seu principal general, o liberto Uádi, partiu para Tânger para atacar Ziri, que estava refugiado na zona montanhosa do monte Habibe.
Vários chefes locais se uniram às forças invasoras e Almançor não poupou meios para atrair os caudilhos locais e debilitar Ziri, como havia feito em ocasiões anteriores com outros inimigos dos omíadas. Após três meses de escaramuças e poucos combates durante os quais Uádi tomou Arzila e Necor, ele conseguiu infligir dura derrota às forças de Ziri nu desfiladeiro (julho de 998). Para selar sua vitória e atrair chefes tribais ainda indecisos, Almançor enviou imediatamente grandes reforços sob comando de seu filho Abedal Maleque Almuzafar, que se uniu a Uádi em Tânger. As forças combinadas marcharam contra Ziri no monte Habibe e entraram em combate em 13 de outubro. Na batalha, de início equilibrada, um soldado africano apunhalou Ziri.  O ataque desmoralizou as tropas, que começaram fugir do campo de batalha e obrigaram Ziri a partir deixando seu acampamento e riquezas. Após um novo revés em Mequinez, Ziri marchou para Fez. Perseguido pelas forças omíadas, os habitantes se negaram acolhê-lo e abriram os portões para Abedal Maleque, que fez uma entrada triunfal. Após apanhar sua família na cidade, Ziri marchou para o Saara.
Temendo precisar enfrentar as forças andalusinas, decidiu aproveitar as disputas sucessórias dos zíridas para derrubar os últimos régulos idríssidas em Tierte com apoio dos tios rebeldes do novo emir zírida – Badis ibne Almançor (r. 995–1016) – e estender seus domínios até Tremecém, Massila e Tenés, mas não sem sofrer uma derrota nas mãos de Hamade ibne Bologuine. Esquecendo sua recente rebelião, impôs o reconhecimento do califado cordovês com as orações sendo dirigidas a Hixame e Almançor e implorou ao hájibe que o perdoasse. Almançor aceitou a submissão de Ziri e dos zíridas rebeldes, alguns dos quais foram à península e tornar-se-ia emires numa taifa no século XI. Ziri não conseguiu receber o perdão total e recuperar a antiga posição de vizir, pois morreria antes de alcançá-la. Marchou em 1001 para sitiar Achir, mas por problemas de saúde levantou o cerco após um mês e morreu no regresso à região de Orã. Com sua morte, os magrauas setentrionais aclamaram seu filho Almuiz como sucessor.